# Барбара Хендрикс
Барбара Хендрикс (на английски: Barbara Hendricks) е американска певица (сопран), понастоящем гражданка на Швеция.
Тя е реномирана оперна и концертна изпълнителка, известна със своята социална ангажираност.
Барбара Хендрикс е посланик на добра воля на ВКБООН и носителка на наградата Бамби.